# Amélie Goulet-Nadon
Amélie Goulet-Nadon (n. 24 ianuarie 1983, Laval, provincia Québec, Canada) este o sportivă ce a reprezentat Canada, medaliată olimpică. A participat la o ediție a Jocurilor Olimpice (2002) în care a câștigat o medalie de bronz.

## Participări
Lista de mai jos prezintă principalele competiții la care a participat Amélie Goulet-Nadon de-a lungul carierei.
- short track speed skating at the 2002 Winter Olympics – women's 3000 metre relay[*]